# Johann Georg Repsold (Schiff)
Die Johann Georg Repsold ist ein deutscher Tonnenleger, der nach einem Umbau als Lev Taifun als Mehrzweckschiff im Einsatz ist.

## Geschichte
Das Schiff wurde 1963/1964 unter der Baunummer 675 auf der J.G. Hitzler Schiffswerft und Maschinenfabrik in Lauenburg/Elbe für die ehemalige Wasser- und Schifffahrtsdirektion Hamburg gebaut. Der Stapellauf des Schiffes fand am 25. Februar, die Übergabe im Juli 1964 statt.
Das Schiff wurde dem damaligen Wasser- und Schifffahrtsamt als Ersatz für den 72 Jahre alten Seezeichendampfer Elbe unterstellt und für die Unterhaltung der Fahrwassertonnen auf der Unterelbe eingesetzt.
Zum 1. Januar 1984 wurde das Schiff dem damaligen Wasser- und Schifffahrtsamt Tönning unterstellt, nachdem deren Seezeichendampfer Kapitän Meyer am 17. Oktober 1983 außer Dienst gestellt worden war. Das im Seezeichenhafen in Wittdün auf Amrum (als Außenstelle des WSA Tönning 54,63187° N, 8,38016° O) stationierte Schiff war hier zunächst für den nordfriesischen Bereich der schleswig-holsteinischen Westküste zuständig. Nach der Außerdienststellung der beim Wasser- und Schifffahrtsamt Hamburg stationierten Otto Treplin wurde die Seezeichenbearbeitung an der Nordseeküste Schleswig-Holsteins und im Amtsbereich des Wasser- und Schifffahrtsamtes Hamburg an der Unterelbe von den Tonnenlegern des Wasser- und Schifffahrtsamtes Tönning, der Johann Georg Repsold und der Triton durchgeführt.
Das Schiff wurde am 17. November 2011 außer Dienst gestellt und am 6. Februar 2012 nach Rendsburg überführt, wo es zunächst im Hafen des Bauhofs Rendsburg des Wasser- und Schifffahrtsamtes Kiel-Holtenau aufgelegt wurde. Im April 2012 wurde es über die VEBEG für rund 100.000 Euro an das Bremerhavener Unternehmen Innoven verkauft. Als Nachfolger wurde das Schiff Amrumbank beschafft.
Namensgeber des Schiffes war der Hamburger Spritzenmeister und Feinmechaniker Johann Georg Repsold.

## Technische Daten und Ausstattung
Angetrieben wird das Schiff von zwei MAN-Dieselmotoren mit einer Leistung von jeweils 257 kW, die auf zwei Voith-Schneider-Propeller wirken. Der Hilfsdiesel von Volvo Penta hat eine Leistung von 92 kW. Für die Stromversorgung an Bord sind insgesamt fünf Generatoren verbaut: zwei AEG-Generatoren mit einer Leistung von jeweils 65 kW, zwei AEG-Generatoren mit einer Leistung von jeweils 29 kW und ein Still-Generator mit einer Leistung von 34 kW.
Das Schiff ist mit einem Kampnagel-Kran mit einer Tragfähigkeit von 9 t (SWL) ausgestattet. Der Kran ist mit einer Seegangsfolgeeinrichtung ausgerüstet.
An Bord befinden sich acht Kabinen für maximal 14 Personen.

## Verbleib des Schiffes

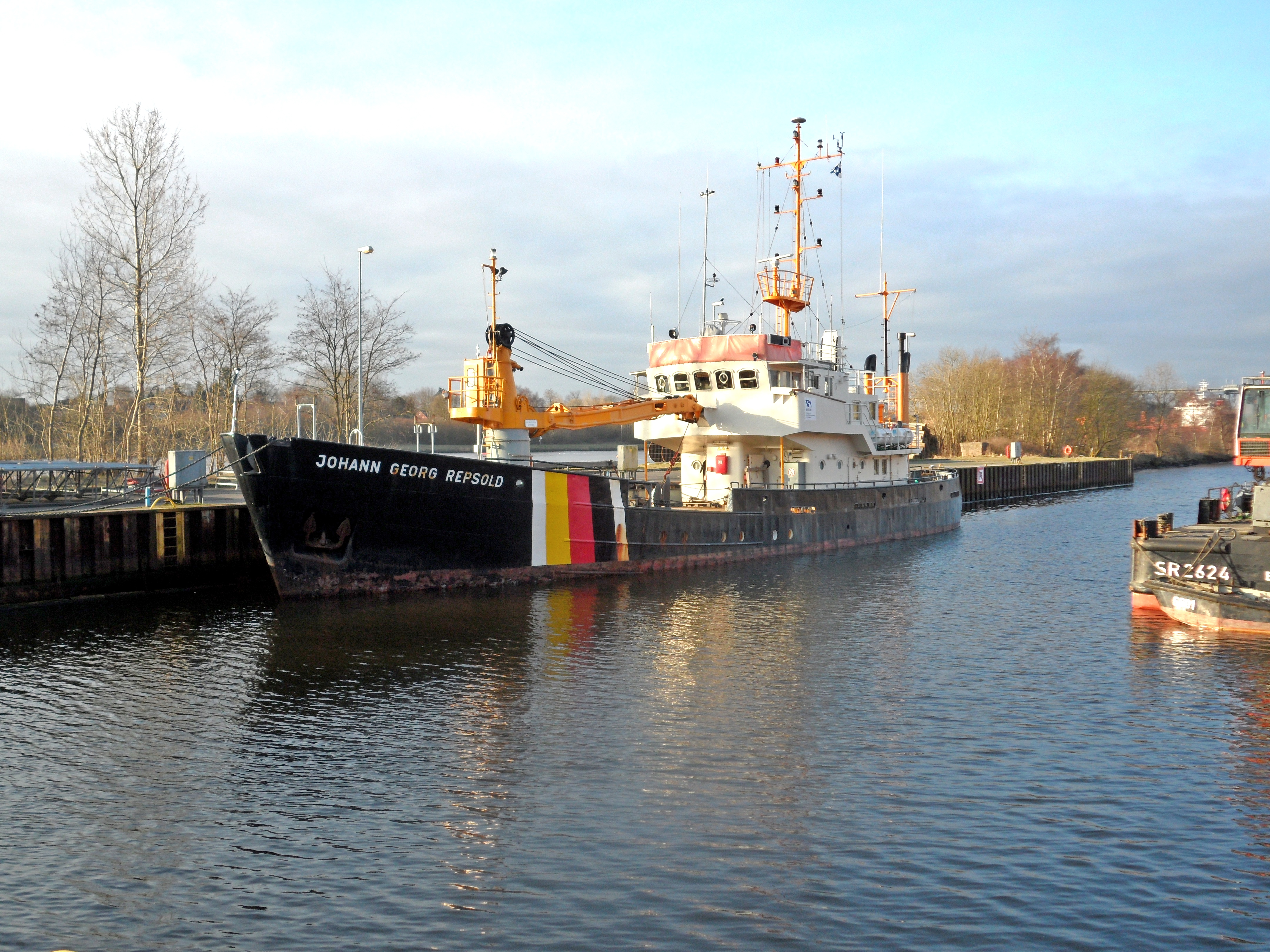
Johann Georg Repsold kurz vor dem Verkauf im Bauhof Rendsburg

Der neue Eigentümer des Schiffes, das 2011 gegründete Bremerhavener Unternehmen Innoven, das Ingenieurdienstleistungen in den Bereichen Wind- und erneuerbare Energie sowie Schiffbau und Schiffsbetriebstechnik anbietet, ließ das Schiff von Rendsburg nach Bremerhaven überführen, wo es im Fischereihafen zu einem Versuchsschiff für energetische Optimierung hergerichtet wurde. Der neue Name des Schiffes ist LEV Taifun, wobei LEV für lowest emission vessel steht. Das Schiff wird als Fahrzeug für Offshore-Windkraftanlagen sowie – in der Sommersaison – als Transportschiff für Touristen, die den Leuchtturm Roter Sand besuchen wollen, eingesetzt. Gelegentlich ist es auch wieder als Tonnenleger im Einsatz.